# Mikołaj Jakub Narzymski
Mikołaj Jakub Narzymski herbu Dołęga (zm. w 1688 roku) – podkomorzy płocki w latach 1678–1687, chorąży płocki w latach 1668–1678, starosta bobrownicki w latach 1686–1687, dworzanin królewski, rotmistrz królewski.
Syn Jakuba. Żonaty z Barbarą Wesslówną miał córki: Izabelę, Brygitę, Annę, Teresę i synów: Józefa i Jana.
Poseł na sejm konwokacyjny 1668 roku z województwa płockiego. Jako poseł na sejm konwokacyjny 1674 roku z województwa płockiego był członkiem konfederacji generalnej zawiązanej 15 stycznia 1674 roku na tym sejmie. Poseł na sejm koronacyjny 1676 roku, sejm 1678/1679 roku, poseł sejmiku różańskiego na sejm 1685 roku.
Podpisał elekcje w 1648, 1669 i 1674 rok z województwem płockim.
Jako deputat podpisał pacta conventa Michała Korybuta Wiśniowieckiego w 1669 roku. 